# 대한민국 레바논 평화 유지단
대한민국 레바논 평화 유지단(大韓民國 黎巴嫩 平和 維持團, 영어: RoK Joint Support Group for the Lebanon, 상징명칭 : 동명부대(東明部隊, 영어: Dongmyeong Unit))은 2007년 6월 21일 창설되어, 7월에 대한민국에서 레바논에 파병한 유엔 평화유지군 부대이다. 1976년에 일어난 레바논 내전으로 기독교, 이슬람 민병대, 레바논군, 시리아군과 이스라엘군이 접전을 벌이자, 이를 막기 위해 1978년 3월 유엔은 안보리 결의안 제425호와 제426호를 채택하여 유엔 레바논 평화유지군(UNIFIL)을 창설했다. 대한민국은 2007년 7월 유엔 평화유지군 부대인 동명부대를 레바논에 파병했다. 부대명의 의미는 "동쪽에서 온 밝은 빛"으로 해석된다.
UNIFIL 사령부는 작전지역을 동, 서로 나누어 각각 동부여단(스페인 육군 준장이 지휘)과 서부여단(이탈리아 육군 준장이 지휘)이 담당토록 하였는데, 특히 동명부대는 서부여단의 예하대대(말레이시아, 이탈리아, 아일랜드/핀란드, 가나, 대한민국)로 소속되어 있다.
UNIFIL 작전지역의 최전방이라 할 수 있는 이스라엘 접경지역 ‘블루라인(Blue Line)’은 서부여단 작전지역의 경우 이탈리아대대, 아일랜드/핀란드대대, 가나대대가 담당하고 있으며, 작전지역 후방은 동명부대, 말레이시아대대가 배치되어 있다.
동명부대는 300여명(특전사 1개 대대, 공병, 통신, 의무, 헌병, 수송, 정비 주특기)으로 구성되어 있다. 2017년 4월 4일에 19진이 레바논으로 파병되었고, 12월 4일 20진이 파병되어 임무를 수행하고 있다.

## 창설 배경 및 경과
유엔 레바논 평화유지군(UNIFIL)은 1978년부터 레바논에 전개하여 레바논 내전과 이스라엘과의 분쟁을 중재하는 노력을 해왔다. 하지만 2006년에 이스라엘과 헤즈볼라 간의 충돌로 민간인 1,000여명이 사망하는 사태가 발생해 이를 해결하기 위해 유엔 안전 보장 이사회 결의 제1701호가 채택되어 UNIFIL의 병력을 기존 3,000여명에서 15,000명 수준으로 증강하고자 회원국의 참여를 요청하였다. 이에 우리 정부는 2006년 11월 국무회의에서 의결하고, 같은 해 12월 22일 국회의 동의를 거쳐 2007년 6월 21일 350여명 규모의 동명부대(The Dong-Myung Unit in Lebanon)를 창설하였다. 레바논 동명부대는 대한민국의 다섯 번째 PKO 임무이자, 상록수 부대에 이은 두 번째 전투부대 파병이다.

## 임무
레바논 동명부대의 임무는 책임지역 내 불법무기와 무장세력 유입에 대한 감시정찰작전과 우호적인 작전환경 조성을 위한 민군작전, 레바논군(LAF) 지원 및 협조체계 유지, 개인 및 부대방호태세를 유지하는 것이다. 동명부대는 UNIFIL 서부여단 예하부대로 편성되어 티르 지역 일대를 담당지역으로 맡고 있다. 동명부대는 이 지역을 하루에 주, 야간으로 8번 감시정찰을 하여 현재까지 단 한번의 사고 없이 수 많은 작전을 성공적으로 실시하였다.

## 상징물

부대깃발
부대휘장

부대 명칭인 '동명(東明)'은 레바논의 "동쪽에서 온 밝은 빛"이라는 뜻으로 "레바논의 평화를 위해 멀리 동쪽에서 온 부대"라는 상징적인 의미를 담고 있다. 부대 마크는 연녹색 바탕에 태극 문양과 푸른 언덕으로 구성되어 있다. 연녹색 바탕은 푸른 초원으로 희망과 평화를 상징하고, 가운데 태극 문양은 평화와 안전을 의미한다. 푸른 언덕은 대한민국의 인도적 지원 및 구호활동을 의미한다. 부대가는 2007년 정성조 작곡(KBS 지휘자), 남보람 작사(육군본부, 대위)로 만들어져 지금까지 사용되고 있다. 부대 구호는 "하나되어 임무완수! 아자! 아자! 아자!"이다.

## 조직
- 지휘관 : 동명부대장은 육군 대령으로 현재는 2021년 5월 11일 취임한 제18대 단장 한석표 대령(육사 #55)이 지휘하고 있다. 초대 지휘관은 김웅건 대령이다.[7][8]
- 작전지역대 : 특전사로 편성되어 고정감시정찰, 연합도보정찰, EOD 정찰간 경호, 신속대응부대(QRT), 출동대기부대(BMR), 민군작전 등 파병임무 수행을 위한 핵심 전투력이다.
- 작전지원대 : 작전활동을 지원하고 부대를 일반지원하는 정비·보수 및 공병중대, 통신 및 위성을 지원하는 통신중대, 장갑차 바라쿠타를 운용하는 장갑소대, 감시장비를 운용하는 감시반, 폭발물 해제를 위한 EOD반으로 편성되어 부대의 전투지원 및 전투근무지원 임무를 수행한다.
- 직할대 : 부대 장병들의 의료지원과 민군작전간 현지 주민 및 가축에 대한 의료활동을 지원하는 의무대와 부대 내 규율과 경호를 담당하는 헌병대, 대테러작전 및 경호지원 임무를 수행하는 대테러팀으로 편성되어 있다.

## 주요 활동
레바논 동명부대는 대한민국의 유엔 평화유지군 파병 역사상 최장기 파병기록을 가지고 있는 전투부대이다. 과거 국제사회의 도움을 받아야 했던 세계 최빈국에서 세계 10위권의 경제강국으로 성장한 대한민국이 그 위상에 걸맞게 도움을 필요로 하는 나라들을 지원하는 일에 국제사회 일원으로 적극 참여하고 있다.
레바논 동명부대는 지역 주민들의 친한화(親韓化)를 위해 다양한 민군작전을 적극 추진하고 있다. 책임지역 5개 마을에 한글과 컴퓨터 교실, 태권도 교실, 재봉교실 등을 개설하여 주 1회 방문, 교육을 실시하고 있으며, 매주 5개 마을을 순회하며 의료지원을 실시하고 있다. 현재까지 75,000여명을 진료하는 등 동명부대는 레바논 주민들을 위한 인도적 지원사업을 적극 펼치고 있다. 현지인들은 동명부대에 대해 ‘신이 내린 선물’, ‘친숙한 이웃’이라는 찬사를 보내고 있다.

## 평가
2009년 1월 17일, 동명부대를 방문한 반기문 유엔 사무총장이 "레바논의 평화유지를 위해 최선을 다하고 있는 장병 여러분의 땀과 노력이 세계 평화는 물론 대한민국의 위상 제고에도 크게 기여하고 있다"고 언급한 것처럼 동명부대는 레바논 평화유지활동뿐만 아니라 군사 외교관으로서 대한민국의 외교력 신장과 국격 향상에 큰 기여를 하고 있다.
2009년 1월 26일, 제3진은 당시 UNIFIL 사령관으로부터 유엔 메달을 받았다. 또한 사령관은 수여식에서 "유엔 PKO 중 가장 모범적인 부대"라며 동명 부대를 칭송하였다.

## 같이 보기
- 청해부대 - 소말리아 아덴만 해역 일대에서 소말리아 해적으로 선박의 안전한 활동을 위해 파병된 해군 부대.
- 단비부대 - MINUSTAH에 참여한 부대, 현재 해체되었음.
- 한빛부대 - 남수단
- 아크부대 - UAE
- 아라우부대 - 필리핀
- 대한민국의 평화유지활동
- 대한민국-레바논 관계

## 참고
- 《MBC국군의날 특집 "블루헬멧! 평화를 꿈꾸다-제2부 블루헬멧의 비밀"》: 2010년작 다큐멘터리
- 《MBC국군의날 특집 "블루헬멧! 평화를 꿈꾸다-제3부 길 위의 블루헬멧"》: 2010년작 다큐멘터리
- 《국군의 날 특집 다큐멘터리-세계평화 수호군 대한민국 국군》